# Salvador az 1968. évi nyári olimpiai játékokon
Salvador a mexikói Mexikóvárosban megrendezett 1968. évi nyári olimpiai játékok egyik részt vevő nemzete volt. Az országot az olimpián 7 sportágban 60 sportoló képviselte, akik érmet nem szereztek. Salvador első alkalommal vett részt az olimpiai játékokon.

## Atlétika
Férfi
| Versenyző           | Versenyszám     | Előfutam | Előfutam | Előfutam | Negyeddöntő | Negyeddöntő | Negyeddöntő | Elődöntő | Elődöntő | Elődöntő | Döntő   | Döntő    |
| Versenyző           | Versenyszám     | Idő      | Hely.    | Össz.    | Idő         | Hely.       | Össz.       | Idő      | Hely.    | Össz.    | Idő     | Helyezés |
| ------------------- | --------------- | -------- | -------- | -------- | ----------- | ----------- | ----------- | -------- | -------- | -------- | ------- | -------- |
| Rafael Santos       | 100 m           | 11,22    | 8.       | 64.      | kiesett     | kiesett     | kiesett     | kiesett  | kiesett  | kiesett  | kiesett | kiesett  |
| José Astacio        | 200 m           | 23,13    | 6.       | 48.      | kiesett     | kiesett     | kiesett     | kiesett  | kiesett  | kiesett  | kiesett | kiesett  |
| José Astacio        | 400 m           | 52,92    | 7.       | 55.      | kiesett     | kiesett     | kiesett     | kiesett  | kiesett  | kiesett  | kiesett | kiesett  |
| Alfredo Cubías      | 800 m           | 2:08,72  | 8.       | 41.      |             |             |             | kiesett  | kiesett  | kiesett  | kiesett | kiesett  |
| Alfredo Cubías      | 1500 m          | 4:32,58  | 10.      | 52.      |             |             |             | kiesett  | kiesett  | kiesett  | kiesett | kiesett  |
| Efraín Cordero      | 3000 m akadály  | 11:19,23 | 13.      | 37.      |             |             |             |          |          |          | kiesett | kiesett  |
| Roberto Castellanos | 20 km gyaloglás |          |          |          |             |             |             |          |          |          | 1:58:48 | 29.      |
| Ricardo Cruz        | 50 km gyaloglás |          |          |          |             |             |             |          |          |          | 5:56:22 | 28.      |

| Versenyző      | Versenyszám   | Selejtező | Selejtező | Döntő    | Döntő    |
| Versenyző      | Versenyszám   | Eredmény  | Helyezés  | Eredmény | Helyezés |
| -------------- | ------------- | --------- | --------- | -------- | -------- |
| Mauricio Jubis | Súlylökés     | 12,92 m   | 19.       | kiesett. | kiesett. |
| Mauricio Jubis | Diszkoszvetés | 36,18 m   | 27.       | kiesett  | kiesett  |
| Carlos Hasbún  | Kalapácsvetés | 37,46 m   | 22.       | kiesett  | kiesett  |

Női
| Versenyző    | Versenyszám | Előfutam | Előfutam | Előfutam | Negyeddöntő | Negyeddöntő | Negyeddöntő | Elődöntő | Elődöntő | Elődöntő | Döntő   | Döntő    |
| Versenyző    | Versenyszám | Idő      | Hely.    | Össz.    | Idő         | Hely.       | Össz.       | Idő      | Hely.    | Össz.    | Idő     | Helyezés |
| ------------ | ----------- | -------- | -------- | -------- | ----------- | ----------- | ----------- | -------- | -------- | -------- | ------- | -------- |
| Cecilia Sosa | 100 m       | 13,76    | 7.       | 41.      | kiesett     | kiesett     | kiesett     | kiesett  | kiesett  | kiesett  | kiesett | kiesett  |
| Cecilia Sosa | 80 m gát    | 12,90    | 6.       | 32.      |             |             |             | kiesett  | kiesett  | kiesett  | kiesett | kiesett  |

| Versenyző        | Versenyszám | Selejtező                | Selejtező                | Döntő    | Döntő    |
| Versenyző        | Versenyszám | Eredmény                 | Helyezés                 | Eredmény | Helyezés |
| ---------------- | ----------- | ------------------------ | ------------------------ | -------- | -------- |
| Cecilia Sosa     | Távolugrás  | érvényes kísérlet nélkül | érvényes kísérlet nélkül | kiesett  | kiesett  |
| Rosario Martínez | Súlylökés   |                          |                          | 10,18 m  | 14.      |

## Kerékpározás

### Országúti kerékpározás
| Versenyző                                                   | Versenyszám     | Idő              | Helyezés      |
| ----------------------------------------------------------- | --------------- | ---------------- | ------------- |
| Mauricio Bolaños                                            | Mezőnyverseny   | nem ért célba    | nem ért célba |
| Francisco Funes                                             | Mezőnyverseny   | nem ért célba    | nem ért célba |
| David Miranda                                               | Mezőnyverseny   | nem ért célba    | nem ért célba |
| Juan Molina                                                 | Mezőnyverseny   | nem ért célba    | nem ért célba |
| Mauricio Bolaños Francisco Funes Roberto García Juan Molina | Csapat időfutam | 2:39:38 (+31:49) | 28.           |

## Labdarúgás
| Salvadori labdarúgócsapat-játékoskeret | Salvadori labdarúgócsapat-játékoskeret |
| --- | --- |
| - Ángel Acevedo - José Manuel Angel - Víctor Azúcar - Guillermo Castro - Gualberto Fernández - Salvador Flamenco - Mario Flores - Mauricio González - Edgardo Martínez - Juan Ramón Martínez | - Ricardo Martínez - Sergio Méndez - Roberto Rivas - Mauricio Rodríguez - José Ruano - Jorge Vásquez - Alberto Villalta - José Quintanilla - Joaquin Alabi* |

* - nem játszott csak nevezve volt

### Eredmények
Csoportkör
C csoport
| Csapat       | M | Gy | D | V | G+ | G– | Gk | P |
| ------------ | - | -- | - | - | -- | -- | -- | - |
| Magyarország | 3 | 2  | 1 | 0 | 8  | 2  | +6 | 5 |
| Izrael       | 3 | 2  | 0 | 1 | 8  | 6  | +2 | 4 |
| Ghána        | 3 | 0  | 2 | 1 | 6  | 8  | –2 | 2 |
| Salvador     | 3 | 0  | 1 | 2 | 2  | 8  | –6 | 1 |

| 1968. október 13. |

| Magyarország (HUN)                            | 4–0               | Salvador |
| --------------------------------------------- | ----------------- | -------- |
| Menczel 19' Dunai 47' Fazekas 51' Sárközi 68' | (1–0) Jegyzőkönyv |          |

| Jalisco stadion, Guadalajara Játékvezető: Diego de Leo (MEX) Asszisztensek: Felipe Buergo (MEX), Javier Galindo (MEX) |

| 1968. október 15. |

| Izrael (ISR)                              | 3–1               | Salvador                  |
| ----------------------------------------- | ----------------- | ------------------------- |
| Talbi 20' Spiegler 44' Bar 85' Drucker 1′ | (2–1) Jegyzőkönyv | Martínez 35' Villalta 67′ |

| León stadion, León Játékvezető: Thompson Badru (NGA) Asszisztensek: Michel Kitabdjian (FRA), Mariano Medina (ESP) |

| 1968. október 17. |

| Salvador (ESA) | 1–1               | Ghána    |
| -------------- | ----------------- | -------- |
| Rodríguez 42'  | (1–0) Jegyzőkönyv | Osei 55' |

| León stadion, León Játékvezető: Mariano Medina (ESP) Asszisztensek: Jean Louis Faber (GUI), Thompson Badru (NGR) |

| Csapat         | Helyezés |
| -------------- | -------- |
| Salvador (ESA) | 15.      |

## Sportlövészet
Nyílt
| Versenyző             | Versenyszám           | Pont | Helyezés |
| --------------------- | --------------------- | ---- | -------- |
| Tito Castillo         | Szabadpisztoly        | 519  | 58.      |
| Juan Antonio Valencia | Sportpuska, összetett | 1013 | 62.      |
| Helio Castro          | Sportpuska, összetett | 1046 | 59.      |
| Helio Castro          | Gyorstüzelő pisztoly  | 533  | 55.      |
| Tomás Vilanova        | Gyorstüzelő pisztoly  | 561  | 49.      |
| Tomás Vilanova        | Sportpuska, fekvő     | 581  | 74.      |
| Ricardo Menéndez      | Sportpuska, fekvő     | 578  | 81.      |
| Roberto Soundy        | Trap                  | 125  | 54.      |
| Andrés Amador         | Skeet                 | 175  | 43.      |
| Ricardo Soundy        | Skeet                 | 147  | 50.      |

## Súlyemelés
| Versenyző         | Versenyszám | Nyomás   | Nyomás   | Szakítás | Szakítás | Lökés        | Lökés        | Összesen | Helyezés |
| Versenyző         | Versenyszám | Eredmény | Helyezés | Eredmény | Helyezés | Eredmény     | Helyezés     | Összesen | Helyezés |
| ----------------- | ----------- | -------- | -------- | -------- | -------- | ------------ | ------------ | -------- | -------- |
| Alex Martínez     | 56 kg       | 87,5     | 14.      | 80,0     | 14.      | 100,0        | 13.          | 267,5    | 13.      |
| Valerio Fontanals | 67,5 kg     | 90,0     | 19.      | 95,0     | 18.      | visszalépett | visszalépett | kiesett  | kiesett  |

## Úszás
Férfi
| Versenyző                                                    | Versenyszám          | Előfutam | Előfutam | Előfutam | Elődöntő | Elődöntő | Elődöntő | Döntő   | Döntő    |
| Versenyző                                                    | Versenyszám          | Idő      | Hely.    | Össz.    | Idő      | Hely.    | Össz.    | Idő     | Helyezés |
| ------------------------------------------------------------ | -------------------- | -------- | -------- | -------- | -------- | -------- | -------- | ------- | -------- |
| José Alvarado                                                | 100 m gyors          | 1:02,0   | 8.       | 62.      | kiesett  | kiesett  | kiesett  | kiesett | kiesett  |
| José Alvarado                                                | 200 m gyors          | 2:20,2   | 8.       | 56.      |          |          |          | kiesett | kiesett  |
| Ernesto Durón                                                | 200 m gyors          | 2:24,1   | 5.       | 57.      |          |          |          | kiesett | kiesett  |
| Ernesto Durón                                                | 100 m gyors          | 1:03,8   | 8.       | 63.      | kiesett  | kiesett  | kiesett  | kiesett | kiesett  |
| Salvador Vilanova                                            | 100 m gyors          | 59,6     | 8.       | 56.      | kiesett  | kiesett  | kiesett  | kiesett | kiesett  |
| Salvador Vilanova                                            | 200 m vegyes         | 2:33,8   | 6.       | 37.      |          |          |          | kiesett | kiesett  |
| Salvador Vilanova                                            | 200 m gyors          | 2:14,6   | 6.       | 50.      |          |          |          | kiesett | kiesett  |
| Salvador Vilanova                                            | 100 m pillangó       | 1:06,4   | 7.       | 43.      | kiesett  | kiesett  | kiesett  | kiesett | kiesett  |
| Rubén Guerrero                                               | 100 m pillangó       | 1:10,1   | 7.       | 46.      | kiesett  | kiesett  | kiesett  | kiesett | kiesett  |
| Rubén Guerrero                                               | 1500 m gyors         | 19:36,4  | 6.       | 21.      |          |          |          | kiesett | kiesett  |
| Rubén Guerrero                                               | 200 m vegyes         | 2:37,5   | 8.       | 41.      |          |          |          | kiesett | kiesett  |
| Rubén Guerrero                                               | 400 m gyors          | 4:50,8   | 6.       | 32.      |          |          |          | kiesett | kiesett  |
| Friedrich Jokisch                                            | 400 m gyors          | 5:09,2   | 5.       | 36.      |          |          |          | kiesett | kiesett  |
| Friedrich Jokisch                                            | 100 m pillangó       | 1:10,5   | 7.       | 47.      | kiesett  | kiesett  | kiesett  | kiesett | kiesett  |
| Friedrich Jokisch                                            | 200 m vegyes         | 2:41,6   | 7.       | 43.      |          |          |          | kiesett | kiesett  |
| Friedrich Jokisch                                            | 100 m hát            | 1:13,7   | 5.       | 36.      | kiesett  | kiesett  | kiesett  | kiesett | kiesett  |
| Arturo Carranza                                              | 100 m hát            | 1:17,4   | 6.       | 37.      | kiesett  | kiesett  | kiesett  | kiesett | kiesett  |
| Arturo Carranza                                              | 200 m pillangó       | 2:47,3   | 6.       | 30.      |          |          |          | kiesett | kiesett  |
| Arturo Carranza                                              | 100 m mell           | 1:28,0   | 7.       | 38.      | kiesett  | kiesett  | kiesett  | kiesett | kiesett  |
| Eduardo Ramos                                                | 100 m mell           | 1:31,2   | 6.       | 39.      | kiesett  | kiesett  | kiesett  | kiesett | kiesett  |
| Abel Muñoz                                                   | 100 m mell           | 1:19,4   | 6.       | 37.      | kiesett  | kiesett  | kiesett  | kiesett | kiesett  |
| Abel Muñoz                                                   | 200 m mell           | 3:02,8   | 8.       | 36.      |          |          |          | kiesett | kiesett  |
| Salvador Vilanova Rubén Guerrero José Alvarado Ernesto Durón | 4 × 100 m gyorsváltó | 4:08,3   | 8.       | 16.      |          |          |          | kiesett | kiesett  |

Női
| Versenyző                                                     | Versenyszám            | Előfutam | Előfutam | Előfutam | Elődöntő | Elődöntő | Elődöntő | Döntő   | Döntő    |
| Versenyző                                                     | Versenyszám            | Idő      | Hely.    | Össz.    | Idő      | Hely.    | Össz.    | Idő     | Helyezés |
| ------------------------------------------------------------- | ---------------------- | -------- | -------- | -------- | -------- | -------- | -------- | ------- | -------- |
| Carmen Ferracuti                                              | 100 m gyors            | 1:08,5   | 5.       | 52.      | kiesett  | kiesett  | kiesett  | kiesett | kiesett  |
| Carmen Ferracuti                                              | 200 m vegyes           | 2:44,7   | 6.       | 30.      |          |          |          | kiesett | kiesett  |
| Carmen Ferracuti                                              | 200 m hát              | 2:52,6   | 6.       | 29.      |          |          |          | kiesett | kiesett  |
| Carmen Ferracuti                                              | 100 m hát              | 1:17,8   | 6.       | 37.      | kiesett  | kiesett  | kiesett  | kiesett | kiesett  |
| Rosa Hasbún                                                   | 100 m hát              | 1:20,5   | 7.       | 39.      | kiesett  | kiesett  | kiesett  | kiesett | kiesett  |
| Rosa Hasbún                                                   | 200 m hát              | 2:56,2   | 8.       | 30.      |          |          |          | kiesett | kiesett  |
| Rosa Hasbún                                                   | 100 m gyors            | 1:10,0   | 8.       | 54.      | kiesett  | kiesett  | kiesett  | kiesett | kiesett  |
| María Castro                                                  | 100 m mell             | 1:36,9   | 7.       | 32.      | kiesett  | kiesett  | kiesett  | kiesett | kiesett  |
| Celia Jokisch                                                 | 100 m mell             | 1:46,6   | 7.       | 33.      | kiesett  | kiesett  | kiesett  | kiesett | kiesett  |
| María Moreño                                                  | 100 m mell             | 1:27,2   | 6.       | 31.      | kiesett  | kiesett  | kiesett  | kiesett | kiesett  |
| María Moreño                                                  | 200 m mell             | 3:15,4   | 7.       | 30.      |          |          |          | kiesett | kiesett  |
| María Moreño                                                  | 200 m vegyes           | 2:51,1   | 7.       | 37.      |          |          |          | kiesett | kiesett  |
| Donatella Ferracuti                                           | 200 m vegyes           | 2:48,6   | 6.       | 35.      |          |          |          | kiesett | kiesett  |
| Donatella Ferracuti                                           | 200 m gyors            | 2:28,2   | 6.       | 33.      |          |          |          | kiesett | kiesett  |
| María Moreño Rosa Hasbún Donatella Ferracuti Carmen Ferracuti | 4 × 100 m gyorsváltó   | 4:39,8   | 5.       | 15.      |          |          |          | kiesett | kiesett  |
| Rosa Hasbún María Moreño Carmen Ferracuti Donatella Ferracuti | 4 × 100 m vegyes váltó | 5:12,6   | 8.       | 14.      |          |          |          | kiesett | kiesett  |

## Vitorlázás
Nyílt
| Versenyző                    | Versenyszám     | Futam | Futam | Futam  | Futam | Futam  | Futam | Futam | Pontszám | Helyezés |
| Versenyző                    | Versenyszám     | 1     | 2     | 3      | 4     | 5      | 6     | 7     | Pontszám | Helyezés |
| ---------------------------- | --------------- | ----- | ----- | ------ | ----- | ------ | ----- | ----- | -------- | -------- |
| Carlos Ruíz                  | Finn dingi      | 37,0  | 35,0  | 36,0   | 39,0  | (42,0) | 30,0  | 35,0  | 212,0    | 34.      |
| Mario Aguilar Manuel Escobar | Repülő hollandi | 31,0  | 35,0  | (36,0) | 36,0  | 35,0   | 33,0  | 35,0  | 205,0    | 30.      |